# Kenneth Mars
 (juin 2020).
Si vous disposez d'ouvrages ou d'articles de référence ou si vous connaissez des sites web de qualité traitant du thème abordé ici, merci de compléter l'article en donnant les références utiles à sa vérifiabilité et en les liant à la section « Notes et références ».
Kenneth Mars, parfois dit Ken Mars, est un acteur américain né le 4 avril 1935 à Chicago (Illinois), et mort le 12 février 2011 à Granada Hills (Californie). Il est notamment connu pour ses rôles dans les films de Mel Brooks et pour son rôle d'Otto Mannkusser, fermier d'origine allemande d'une grande naïveté dans la série Malcolm.

## Biographie
Né le 4 avril 1935 à Chicago, Kenneth Mars, parfois crédité Ken Mars, a réalisé de nombreuses voix pour des dessins animés, et a tourné dans de nombreux films.

### Carrière
Il a commencé sa carrière en 1968 dans un film de Mel Brooks, intitulé Les Producteurs, et qui reste encore aujourd'hui l'un de ses rôles phares. Il est aussi reconnu pour avoir joué l'inspecteur de police dans le film Frankenstein Junior sorti en 1974. Selon lui, son rôle le plus valorisant a été dans le film Desperate Characters de Frank Gilroy sorti en 1971. C'est son style particulier d'intellectuel un brin prétentieux qui le rend drôle, même si certains trouveront qu'il est trop caricatural. Son regret fut d’être considéré surtout comme un acteur de comédie, alors qu’il aurait aimé qu’on lui propose plus de rôles dramatiques.
Concernant ses goûts, il rêvait de jouer dans une comédie musicale de Gilbert & Sullivan. Il appréciait particulièrement les films d'Ingmar Bergman et de Woody Allen, et il était fan des séries télévisées Will and Grace et He & She. Son roman favori était Moby Dick, et il était aussi fan des nouvelles de Paul Bowles.
Et il ne manquait pas de projets, puisqu'il avait souhaité transformer le film Oh! Doctor en une comédie musicale, écrire une nouvelle autobiographique, et monter sa propre pièce de théâtre intitulée Lucy and Cabbage in Nod... Kenneth Mars avait deux enfants, et était marié à Barbara Newborn. L'acteur était doublé dans Malcolm en France par Philippe Dumat. 

### Mort
Kenneth Mars est mort le 12 février 2011 à l'âge de 75 ans des suites d'un cancer du pancréas. Il fut incinéré.

## Filmographie

### Télévision

#### Téléfilms
- 1971 : Shepherd's Flock : Jack Shepherd
- 1972 : Second Chance : Doctor Julius Roth
- 1973 : Steambath : Broker
- 1973 : The Karen Valentine Show : Eddie
- 1973 : Guess Who's Been Sleeping in My Bed? : Mitchell Bernard
- 1974 : Hello Mother, Goodbye!
- 1975 : It's a Bird... It's a Plane... It's Superman : Max Mencken
- 1975 : Someone I Touched : Paul Wrightwood
- 1977 : Bunco
- 1978 : The Fighting Nightingales : Col. H. Jonas Boyette
- 1979 : Heaven Only Knows
- 1979 : You Can't Take It with You de Paul Bogart : M. Kolenkhov
- 1979 : Le Poids du déshonneur (Before and After) de Barbet Schroeder : Ben Fryer
- 1982 : The Rules of Marriage : Red Hewitt
- 1983 : Full House de Tony Bill : Arthur Krantz
- 1987 : Top Cat and the Beverly Hills Cats : Director / Dogcatcher (voice)
- 1989 : Get Smart, Again! : commandeur Drury
- 1990 : She'll Take Romance : Smokey
- 1991 : Mimi and Me : Uncle Al
- 1993 : Basic Values: Sex, Shock & Censorship in the 90's : Reverend Pete
- 2000 : Virus mortel (Runaway Virus) : Dr Arnold Bowman
- 2000 : Comment épouser une milliardaire : Un conte de Noël (How to Marry a Billionaire: A Christmas Tale) : Buzz

#### Séries télévisées
- 1962 : Les Jetson (The Jetsons) (saison 2, épisode 21 : Elroy in Wonderland) : voix additionnelles
- 1963 : Car 54, Where Are You? (saison, épisode : The Loves of Sylvia Schnauser) : Book Publisher (non-crédité)
- 1965 : The Trials of O'Brien (saison, épisode : Never Bet on Anything That Talks) : Barry Schweitzer
- 1967 : Max la Menace (Get Smart) (saison 2, épisode 30 : On l'appelle Max [3/3]) : Tom Orlando
- 1967 : Gunsmoke (saison 12, épisode 22 : The Returning) : Clyde Hayes
- 1967 - 1968 : He and She (21 épisodes) : Harry Zarakardos
- 1968 - 1970 : Madame et son fantôme (The Ghost and Mrs. Muir) : 
  - (saison 1, épisode 11 : Captain Gregg's Whiz-Bang) : Ellsworth Gordon
  - (saison 2, épisode 17 : Tourist, Go Home) : Joshua T. Albertson
- 1969 : Room 222 (saison 1, épisode 12 : Clothes Make the Boy) : Charles Shaffer
- 1969 : The Debbie Reynolds Show (saison, épisode : The Paper Butterfly) : Elia Stanislaus
- 1969 : Mannix (saison 2, épisode 24 : Le Mauvais Élève) : Mercer
- 1970 : That Girl (saison, épisode : I Ain't Got Nobody) : Captain Gooney
- 1970 : The Don Knotts Show : Regular
- 1970 - 1974 : Love, American Style : 
  - (saison 1, épisode 21 : Love and Las Vegas/Love and the Good Samaritan/Love and the Marriage Counselor) : Jake (segment "Love and the Good Samaritan")
  - (saison 3, épisode 07 : Love and the Mistress) : Joe
  - (saison 3, épisode 22 : Love and the Newscasters) : Darby Digby
  - (saison 4, épisode 16 : Love and the Missing Mister) : Walt
  - (saison 5, épisode 14 : Love and the Patrolperson) : Charlie Gibbs
- 1971 - 1972 : McMillan (McMillan and Wife) : 
  - (épisode pilote : Murder by the Barrel) : Mr. Buchanan
  - (saison 2, épisode 03 : Cop of the Year) : Dr Thursby
- 1972 : The Paul Lynde Show (saison, épisode : Unsteady Going) : Fletcher
- 1972 - 1976 : Insight : 
  - (saison, épisode : Blind Man's Bluff) : Eddie Simmons
  - (saison, épisode : A Box for Mr. Lipton) : Ben Lipton
- 1973 : Hawkins (saison 1, épisode 01 : Murder in Movieland) : Lester De Ville
- 1973 : Here We Go Again (en) (saison 1, épisode 12 : It's Magic?) : Jim Sutton
- 1973 : L'Homme de fer (Ironside) (saison 6, épisode 15 : L'Affaire Ollinger) : Adam Bronson
- 1974 - 1975 : Harry O : 
  - (saison, épisode : Tender Killing Care) : Dr Mangram
  - (saison, épisode : Coinage of the Realm) : Don Yorkfield
- 1975 : The Bob Crane Show (saison, épisode : Mid-Term Blues) : Jack
- 1975 : M-U-S-H : Coldlips / Maj. Sideburns / Lupey / colonel Flake / général Upheavel (voix)
- 1975 : Uncle Croc's Block : Sideburns / Coldlips / Colonel Flake / General Upheaval (voix)
- 1975 : Wonder Woman (The New Original Wonder Woman) (épisode pilote : The New Original Wonder Woman) : Colonel Von Blasko
- 1975 - 1977 : Sergent Anderson (Police Woman) :
  - (saison 2, épisode 06 : Cold Wind) : Mort Barker
  - (saison 3, épisode 21 : Bondage) : Manny Ziegler
- 1976 : Family : Bob Fingerman
  - (saison 2, épisode 05 : Jury Duty: Part 1)
  - (saison 2, épisode 06 : Jury Duty: Part 2)
- 1976 : Barney Miller (saison, épisode : Evacuation) : Officer Callahan
- 1976 : Good Heavens (en) (saison, épisode : Funny Fellow) : Henry
- 1977 : Columbo (saison 6, épisode 03 : Les Surdoués) : Mike
- 1977 : Carter Country (saison, épisode : Chief to Chief) : Chief Thorpe
- 1977 : The Tony Randall Show (saison, épisode : Dream Maker) : Dr Stanner
- 1977 : Fernwood 2 Night (8 épisodes) : William W.D. 'Bud' Prize / W.D. 'Bud' Prize / Harold Mislap
- 1977 : Les Têtes brûlées (Baa Baa Black Sheep) (saison 1, épisode 17 : Cinq pour un as) : French's Father
- 1977 - 1982 : Alice : 
  - (saison 1, épisode 20 : The Odd Couple) : Billy Joe
  - (saison 6, épisode 19 : Mel Wins by a Nose) : Dr Lewis Evers
- 1978 : America 2-Night : W.D. 'Bud' Prize
  - (saison, épisode : Karen Black)
  - (saison, épisode : The El Tijo Ballet Co.)
  - (saison, épisode : New Talent)
- 1978 : Project U.F.O. (saison, épisode : Sighting 4005: The Medicine Bow Incident) : Gus Shaftner
- 1978 : Tabatha (saison, épisode : Paul Goes to New York) : Ducky Roberts
- 1979 : Supertrain (saison, épisode : The Queen and the Improbable Knight) : Turley
- 1979 : Carol Burnett and Company : divers personnages
- 1980 : Pour l'amour du risque (Hart to Hart) (saison 2, épisode 04 : La Pâtée de février) : Dr Cobb
- 1980 : Barnaby Jones (saison 8, épisode 22 : The Killin' Cousin) : William Tarkington IV
- 1980 - 1981 : The Fonz and the Happy Days Gang (24 épisodes) : voix additionnelles
- 1981 : Laverne and Shirley in the Army (saison, épisode : Invasion of the Booby Hatchers) : Sgt. Turnbuckle (voix)
- 1981 : Drôle de vie (The Facts of Life) (saison 2, épisode 09 : Rumeurs) : Mr. Harris
- 1981 - 1984 : Magnum (Magnum, P.I.) : 
  - (saison 2, épisode 03 : Le Fantôme de la plage) : Joseph the Caretaker
  - (saison 5, épisode 06 : L'Extralucide) : Archie
- 1982 : Tucker's Witch (saison, épisode : Terminal Case) : Mark Wyndham
- 1982 : The Mork and Mindy/Laverne and Shirley with the Fonz Show : sergent Turnbuckle (voix)
- 1982 - 1984 : Trapper John, M.D. : 
  - (saison, épisode : I Do, I Don't) : Malcolm Carrothers
  - (saison, épisode : The Good Life) : Dr French
- 1983 : The Mississippi (saison, épisode : Peace with Honor) : Kraus
- 1983 : Small and Frye (saison, épisode : Small and Frye) : Grosso
- 1983 : The Dukes (13 épisodes) : [Qui ?]
- 1983 : Cagney et Lacey (Cagney and Lacey) (saison 2, épisode 17 : Burn Out) : Murray
- 1983 : The Biskitts : Max / Fetch / Snarl (voix)
- 1983 : The Biskitts (13 épisodes) : Max / Fetch / Snarl
- 1983 : Saturday Supercade : Quickclaw (segment 'Pitfall Harry') (voix)
  - (saison, épisode 02)
  - (saison, épisode 01)
- 1984 : Call to Glory (saison, épisode : A Wind from the East) : Frank
- 1984 : The Duck Factory (saison, épisode : You Always Love the One You Hurt) : Harmon Alison
- 1984 : Les Petits Génies (Whiz Kids) (saison 1, épisode 14 : Lollipop) : Elwood Sellers
- 1984 : Le Défi des Gobots (Challenge of the GoBots) : voix additionnelles
- 1985 : Les Enquêtes de Remington Steele (Remington Steele) (saison 4, épisode 03 : Pas si bête) : Douglas Veenhof
- 1985 : Arabesque (Murder, She Wrote) (saison 1, épisode 18 : Manuscrit pour un meurtre) : Hemsley Post
- 1985 : Superminds (Misfits of Science) (saison 1, épisode 01 : Pilote) : sénateur Donner
- 1985 : Les Treize Fantômes de Scooby-Doo (The 13 Ghosts of Scooby-Doo) (saison 1, épisode 01 : Les Treize Fantômes de Scooby-Doo) : Mayor (voix)
- 1986 - 1988 : Les Pierrafeu en culottes courtes (The Flintstone Kids) (16 épisodes) : 
  - (saison, épisode : Philo's D-Feat/The Birthday Shuffle/Captain Cavedog) : Narrator / Trash Man (voix)
  - (saison, épisode : Freddy the 13th/A Midnight Pet Peeve/The Big Bedrock Bully Bash) : Narrateur (voix)
  - (saison, épisode : Camper Scamper/Bone Voyage/The Cream-Pier Strikes Back) : Narrator (voix)
  - (saison, épisode : The Flintstone Fake Ache/Killer Kitty/Captain Knaveman) : Narrator / Armored Car Robber #1 / Museum Robber (voix)
  - (saison, épisode : Bedrock N' Roll/Captain Cavepuppy/Greed It and Weep) : Narrator (voix)
- 1987 - 1990 : La Bande à Picsou (DuckTales) : Vulcan
  - (saison 1, épisode 12 : Sirène d'un jour)
  - (saison 2, épisode 28 : Un conte de la Saint-Valentin)
- 1988 : Scooby-Doo : Agence Toutou Risques (A Pup Named Scooby-Doo) : voix additionnelles
- 1988 : The Adventures of Raggedy Ann and Andy : The Camel with Wrinkled Knees (voix)
- 1990 : Larry et Balki (Perfect Strangers) (saison 6, épisode 06 : Call Me Indestructible) : Alvin 'Ace' Atkins
- 1990 : Tiny Toon Adventures (saison, épisode : Hollywood Plucky) : Flavio (voice, as Ken Mars)
- 1990 : Garfield et ses amis (Garfield and Friends) (saison 3, épisode 09 : Hound of the Arbuckles/U.S. Acres: Read Alert/Urban Arbuckle) : [Qui ?] voix
- 1990 : 227 (saison 5, épisode 22 : Nightmare on 227) : Joe Bouiver
- 1990 : Disney Parade (saison 34, épisode 16 : A DuckTales Valentine) : Vulcan (voix)
- 1990 : New Kids on the Block (14 épisodes) : [Qui ?]
- 1990 : Timeless Tales from Hallmark (saison, épisode : Thumbelina) : [Qui ?] (voix)
- 1990 : Potsworth and Co. (13 épisodes) : Greystone Giant
- 1990 : Shades of LA : oncle Louie
- 1990 - 1991 : Super Baloo (TaleSpin) :
  - (saison 1, épisode 08 : Le Cours de Zingal-orthographe) : Heimlich Menudo (voix)
  - (saison 1, épisode 53 : Un savant fou, fou, fou) : Buzz / Heimlich Menudo (voix)
  - (saison 1, épisode 62 : Qui a peur du grand méchant fou) : Buzz / Heimlich Menudo (voix)
- 1990 - 1993 : Tom and Jerry Kids Show : [Qui ?]
  - (saison, épisode : Penthouse Mouse/Twelve Angry Sheep/The Ant Attack)
  - (saison, épisode : Flippin' Fido/Dakota Droopy and the Lost Dutch Boy Mine/Dog Daze Afternoon)
- 1991 : Le Monde de Bobby (saison, épisode : Clubhouse Bobby) : [Qui ?]
- 1991 - 1992 : Myster Mask (Darkwing Duck) (6 épisodes) : Tuskernini
- 1991 - 1993 : Le Tourbillon noir (The Pirates of Dark Water) (9 épisodes) : voix additionnelles
- 1992 : Guerres privées (Civil Wars) : Judge Mankiewicz
  - (saison 2, épisode 04 : Drone of Arc)
  - (saison 2, épisode 10 : The Triumph of DeVille)
- 1992 : Capitaine Planète (Captain Planet and the Planeteers) (saison 3, épisode 12 : Ennemis mortels) : Moisha Lowkowitz (voix)
- 1992 : Campus Show (A Different World) (saison 6, épisode 02 : Honeymoon in L.A.: Part 2) : Ridley
- 1992 : Les Aventures de Fievel au Far West (Fievel's American Tails) (6 épisodes) : Sweet William (voix)
- 1992 - 1994 : La Petite Sirène (The Little Mermaid) (26 épisodes) : Triton (voix)
- 1993 : Animaniacs (Steven Spielberg Presents Animaniacs) (saison 1, épisode 17 : Beethoven et la 5e syphonée et Le Chat et le Violon) : Beethoven (voix)
- 1993 : Les Razmoket (Rugrats) (saison 3, épisode 13 : Une dent contre nous / Une fête d'enfer) : Toothbrush / Candy Bar / Policeman (voix)
- 1993 : Bonkers (saison 1, épisode 30 : Le toon qui mangea Hollywood) : Gloomy (voix)
- 1993 - 1995 : La Nouvelle Panthère Rose (The Pink Panther) : Commissioner (voix)
  - (saison 1, épisode 10 : Pilgrim Panther/That Old Pink Magic)
  - (saison 2, épisode 12 : Stool Parrot/Pinky and Slusho)
  - (saison 3, épisode 09 : Digging for Dollars/Pinknocchio)
- 1994 : Mighty Max : Professor Zygote (voix)
  - (saison 2, épisode 07 : Zygote et la mutation génétique)
  - (saison 2, épisode 19 : L'Évolution de Zygote)
- 1994 : MANTIS (saison 1, épisode 01 : First Steps) : Medical Examiner Reese
- 1994 : La Loi de Los Angeles (L.A. Law) (saison 8, épisode 19 : Le Tunnel de l'amour) : Judge Zimring
- 1994 : Duckman: Private Dick/Family Man (saison, épisode : A Civil War) : [Qui ?]
- 1994 : Tom : Don
  - (saison 1, épisode 06 : Daddyshack)
  - (saison 1, épisode 08 : Mike's Excellent Adventure)
- 1994 : Star Trek: Deep Space Nine (saison 2, épisode 16 : Mirages) : Colyus
- 1994 - 1995 : Batman (Batman: The Animated Series) : [Qui ?]
  - (saison 2, épisode 01 : Le Cirque infernal)
  - (saison 2, épisode 12 : Le Lion et la Licorne)
- 1995 : Freakazoid! (saison 1, épisode 02 : Candle Jack/Toby Danger in Doomsday Bet/The Lobe) : Dr Gunther Hunterhanker (voix)
- 1995 : Cooper et nous (Hangin' with Mr. Cooper) (saison 4, épisode 11 : Christmas '95) : Mr. Hucklebuck
- 1995 : Diagnostic : Meurtre (Diagnosis Murder) (saison 2, épisode 19 : Comment tuer son avocat) : Wallace Carstairs
- 1996 : Loïs et Clark : Les Nouvelles Aventures de Superman (Lois & Clark: The New Adventures of Superman) (saison 4, épisode 08 : Bob et Carol et Loïs et Clark) : Grant Gendell
- 1996 : Boston Common (saison 2, épisode 08 : A Triage Grows in Boston) : Clown
- 1996 : La Vie à cinq (Party of Five) (saison 3, épisode 07 : Espoirs brisés) : Earl Garraty
- 1996 : Le Livre de la jungle, souvenirs d'enfance (Jungle Cubs) : Water Buffalo (voix)
  - (saison 1, épisode 02 : Le Bluff du buffle)
  - (saison 1, épisode 03 : Quand Hathi rencontre Winnifred)
- 1996 : The Real Adventures of Jonny Quest (saison, épisode : The Alchemist) : Faust / Police Captain (voix)
- 1996 : Bruno the Kid (saison, épisode : If You Could See What I Hear) : voix additionnelles
- 1996 - 1997 : Code Lisa (Weird Science) : 
  - (saison 4, épisode 22 : La Garde de la petite) : Judge
  - (saison 5, épisode 10 : Prisonniers virtuels) : Kommandant
- 1997 : Police Academy (Police Academy: The Series)) (saison 1, épisode 09 : Ah ! Les jules) : Dr Otis P. Quackenbush
- 1997 : You Wish (saison, épisode : Gift of the Travi ...) : Santa Claus
- 1997 : Une fille à scandales (The Naked Truth) (saison 2, épisode 13 : La Source) : Judge
- 1997 : Le Drew Carey Show (The Drew Carey Show) (saison 2, épisode 13 : Sans Domicile Fixe) : Mr. Tinsley
- 1997 - 1998 : Life with Louie : [Qui ?]
  - (saison, épisode : Do It or Donut)
  - (saison, épisode : Close Encounters of the Louie Kind)
  - (saison, épisode : The Thank You Note)
  - (saison, épisode : The Good, the Bad and the Glenns)
- 1998 : Godzilla, la série (Godzilla: The Series) (saison 1, épisode 08 : Le Vaisseau d'un autre temps) : Alexander Preloran (voix)
- 1998 : Maggie : Dad #2
- 1999 : L.A. Docs (saison, épisode : Every Picture Tells a Story) : [Qui ?]
- 1999 - 2000 : Le Caméléon (The Pretender) : Benny
  - (saison 3, épisode 12 : La Clé du passé)
  - (saison 4, épisode 11 : Intrigues à Las Vegas)
- 2000 : Nash Bridges (saison 6, épisode 07 : Fin de partie) : Ronald Bishop
- 2000 : Les Castors allumés (The Angry Beavers) (saison 4, épisode 02 : Fat Chance!/Dag in the Mirror) : Luc (voix)
- 2001 : Will et Grace (Will & Grace) (saison 4, épisode 09 : Course contre la montre : 1re partie) : Uncle Sid
- 2001 : La Légende de Tarzan (The Legend of Tarzan) (saison 1, épisode 20 : L'Apprenti-chef) : Old Gorilla (voix)
- 2001 : Becker : Melvin Golar
  - (saison 3, épisode 24 : Le Procès)
  - (saison 3, épisode 23 : Dommage et Intérêts)
  - (saison 3, épisode 22 : Superstitions)
- 2001 : Voilà ! (Just Shoot Me!) (saison 5, épisode 19 : Maman Finch) : Horst
- 2002 - 2004 : Malcolm (Malcolm in the Middle) (25 épisodes) : Otto Mannkusser
- 2004 : Oliver Beene (saison, épisode : Fallout) : Carl the Super
- 2007 : Hannah Montana (saison 1, épisode 23 : Les Grands Moyens) : Gunther
- 2007 - 2008 : Le Petit Dinosaure (The Land Before Time) (8 épisodes) : Grandpa Longneck

### Cinéma
- 1963 : Act One : Robert E. Sherwood
- 1967 : Les Producteurs (The Producers) de Mel Brooks : Franz Liebkind
- 1969 : Folies d'avril (The April Fools) de Stuart Rosenberg : Les Hopkins
- 1969 : Butch Cassidy et le Kid (Butch Cassidy and the Sundance Kid) de George Roy Hill : Marshal
- 1969 : Viva Max! : Dr Sam Gillison
- 1971 : Desperate Characters de Frank D. Gilroy : Otto Bentwood
- 1972 : On s'fait la valise, Doc ? (What's Up, Doc?) de Peter Bogdanovich : Hugh Simon
- 1974 : À cause d'un assassinat (The Parallax View) d'Alan J. Pakula : Former FBI Agent Will
- 1974 : Frankenstein Junior (Young Frankenstein) de Mel Brooks : Police Inspector Hans Wilhelm Friederich Kemp
- 1975 : La Fugue (Night Moves) d'Arthur Penn : Nick
- 1978 : Goin' Coconuts : Kruse
- 1979 : Le Retour du gang des chaussons aux pommes (The Apple Dumpling Gang Rides Again) de Vincent McEveety : Marshal Woolly Bill Hitchcock
- 1981 : Full Moon High de Larry Cohen : Coach / Principal Cleveland
- 1983 : Barbe d'or et les pirates (Yellowbeard) : . Crisp and Verdugo
- 1984 : Protocol de Herbert Ross : Lou
- 1985 : Fletch aux trousses (Fletch) de Michael Ritchie : Stanton Boyd
- 1985 : Beer de Patrick Kelly : A.J. Norbecker
- 1985 : Prince Jack de Bert Lovitt : Lyndon Johnson
- 1986 : The Adventures of the American Rabbit : Vultor / Buzzard (voix)
- 1987 : Radio Days de Woody Allen : Rabbi Baumel
- 1988 : Illégalement vôtre (Illegally Yours) : Hal B. Keeler
- 1988 : Et si on le gardait? (For Keeps?) : M. Bobrucz
- 1988 : Rented Lips : Reverend Farrell
- 1989 : Police Academy 6 (Police Academy 6: City Under Siege) de Peter Bonerz : The Mayor / The Mastermind
- 1989 : La Petite sirène (The Little Mermaid) de John Musker et Ron Clements : King Triton (voix)
- 1992 : Ombres et Brouillard (Shadows and Fog) de Woody Allen : Magician
- 1993 : Les Quatre Dinosaures et le Cirque magique (We're Back ! A Dinosaur's Story) de Phil Nibbelink, Dick Zondag, Ralph Zondag et Simon Wells : Professeur Mauvais Œil(voix)
- 1994 : Le Petit Dinosaure : Petit-Pied et son nouvel ami (The Land Before Time II: The Great Valley Adventure) (vidéo) de Roy Allen Smith : Grandpa (voix)
- 1994 : Poucelina (Thumbelina) de Don Bluth et Gary Goldman : roi Colbert (voix)
- 1995 : Le Petit Dinosaure : La Source miraculeuse (The Land Before Time III: The Time of the Great Giving) (vidéo) de Roy Allen Smith : Grandpa (voix)
- 1995 : Miss Shumway jette un sort (Rough Magic) de Clare Peploe : Magician
- 1996 : Le Petit Dinosaure : Voyage au pays des brumes (The Land Before Time IV: Journey Through the Mists) (vidéo) : Grandpa (voix)
- 1996 : Un sujet capital (Citizen Ruth) : Dr Charlie Rollins
- 1996 : Bruno the Kid: The Animated Movie (vidéo) : Professor Von Trapp
- 1997 : Le Petit Dinosaure : L'Île mystérieuse (The Land Before Time V: The Mysterious Island) (vidéo) : Grandpa (voix)
- 1998 : Le Petit Dinosaure : La Légende du mont Saurus (The Land Before Time VI: The Secret of Saurus Rock) (vidéo) : Grandpa (voix)
- 1999 : Giggles : Triton (voix)
- 2000 : Le Petit Dinosaure : La Pierre de feu (The Land Before Time VII: The Stone of Cold Fire) (vidéo) : Grandpa (voix)
- 2000 : La Petite Sirène 2 (The Little Mermaid II: Return to the Sea) (vidéo) de Jim Kammerud : Triton (voix)
- 2001 : Le Petit Dinosaure : La Pluie d'étoiles glacées (The Land Before Time VIII: The Big Freeze) (vidéo) : Grandpa / Lambeosaurus (voix)
- 2002 : Teddy Bears' Picnic : Gene Molinari
- 2002 : Le Petit Dinosaure : Mo, l'ami du grand large (The Land Before Time IX: Journey to the Big Water) (vidéo) :Grandpa Longneck (voix)
- 2003 : Le Petit Dinosaure : Les Longs-Cous et le Cercle de lumière (The Land Before Time X: The Great Longneck Migration) (vidéo) : Grandpa (voix)
- 2005 : Le Petit Dinosaure : L'Invasion des Minisaurus (The Land Before Time XI: Invasion of the Tinysauruses) (vidéo) : Grandpa (voix)
- 2006 : Le Petit Dinosaure : Le Jour du grand envol (The Land Before Time XII: The Great Day of the Flyers) (vidéo) : Grandpa / Parasaurlophus (voix)

### Jeu vidéo
- 1997 : Fallout: A Post-Nuclear Role-Playing Game : Overseer
- 2002 : Soldier of Fortune II: Double Helix : voix additionnelles
- 2002 : Kingdom Hearts : King Triton (voix anglaise)
- 2003 : Freelancer : Claus Botzler (voix anglaise)
- 2005 : Kingdom Hearts II : King Triton (voix anglaise)
- 2007 : Kingdom Hearts II: Final Mix+ : King Triton (voix anglaise)

## Voix françaises
- Pierre Baton dans : 
  - Le Petit Dinosaure : La Pluie d'étoiles glacées (voix)
  - Le Petit Dinosaure : Mo, l'ami du grand large (voix)
  - Le Petit Dinosaure : Les Longs-Cous et le Cercle de lumière (voix)
  - Le Petit Dinosaure : L'Invasion des Minisaurus (voix)
  - Le Petit Dinosaure : Le Jour du grand envol (voix)
- Georges Berthomieu dans :
  - Le Petit Dinosaure : Petit-Pied et son nouvel ami (voix)
  - Le Petit Dinosaure : Voyage au pays des brumes (voix)
  - Le Petit Dinosaure : L'Île mystérieuse (voix)
  - Le Petit Dinosaure : La Légende du mont Saurus (voix)

Et aussi
- Jacques Deschamps dans La Petite Sirène (voix)
- Philippe Dumat dans Malcolm (série télévisée)
- Jean Davy dans La Petite Sirène 2 (voix)
- Jean-Pierre Delage dans Police Academy 6